# Заштићена лица
Читаво женевско право или хуманитарно право о рату ограничава насиље у оружаним сукобима до нивоа који је неопходан да би се остварио једини легитимни циљ у сукобу који представља слабљење војног потенцијала противника. Сходно томе, хуманитарна правила предвиђају заштиту оних лица која не учествују у непријатељствима односно која су из одређених разлога не представљају војни потенцијал непријатеља. Ова лица су заштићена од непријатељстава. Ова лица називају се заштићеним лицима у међународном праву и за разлику од лица која узимају учешће у оружаном сукобу према њима не смеју бити уперени непријатељски акти. 
Прихваћена је ужа концепција међународног хуманитарног право према којој правила која заштићена лица штите од напада не спадају у ову област већ чине саставни део правила која се односе на дозвољеност одређених средстава борбе. Према томе, под правилима о заштићеним лицима и ратним злочинима упереним против њих подразумевају се она правила и ратни злочини који се односе или су извршени према ови м лицима од тренутка када се они налазе под влашћу непријатеља. Ове појмове не треба буквално разумети. Осим ратних заробљеника која се и фактички налазе под влашћу непријатеља, у погледу осталих заштићених лица смисао ових појмова је шири и овакво стање ће постојати и уколико се ова лица налазе на окупираном подручју или уопште на територији коју контролише непријатељска сила. 

## Врсте заштићених лица
У заштићена лица спадају:
- цивили
- рањеници, болесници и бродоломци
- ратни заробљеници